# Buri Hura
Buri Hura (auch: Bodhumohora Beach) ist eine winzige Insel des Felidhu-Atolls im Süden des Inselstaates Malediven in der Lakkadivensee des Indischen Ozeans. Sie gehört zum Verwaltungsatoll Vaavu.

## Geographie
Die Insel liegt im Süden des Atolls, zusammen mit Thun’duhuraa mehrere Kilometer nordöstlich von Rakeedhoo. Die Insel ist eigentlich nur eine Sandbank, auf der ein Hotel angelegt wurde (Jabir Happy Club). Sie ist dicht bewaldet.